# تپه تکین ۲
تپه تکین ۲ مربوط به اواخر دوران‌های تاریخی پس از اسلام است و در استان قزوین، شهرستان آوج، بخش آبگرم، روستای ارتش آباد واقع شده و این اثر در تاریخ ۱۹ اسفند ۱۳۸۰ با شمارهٔ ثبت ۴۹۲۰ به‌عنوان یکی از آثار ملی ایران به ثبت رسیده است.